# Відомі невідомості (Доктор Хаус)
«Відомі невідомості» (англ. Known Unknowns)  — шоста серія шостого сезону американського телесеріалу «Доктор Хаус». Прем'єра епізоду проходила на каналі FOX 9 листопада 2009. Доктор Хаус і його нова команда мають врятувати дівчину, яка загубилася у поняттях між правдою і неправдою.

## Сюжет
Після вечірки з рок-зіркою у 16-річної Джордан виникає набряк кінцівок і вона непритомніє. Вілсон і Хаус мають поїхати на конференцію по фармакології, проте пацієнтка змішує Хауса затриматись. Він вважає, що у неї рабдоміоліз. Форман і Чейз роблять МРТ, проте нічого не виявляють. Аналіз підтверджує рабдоміоліз, але проблем із м'язами не спостерігається. Хаус проводить з пацієнткою тест зі швидкими рухами і у неї виникає параліч рук. Це означає, що рабдоміоліз викликала якась інша хвороба. Дівчина розповідає, що зустріла на вечірці письменника і з подругою шпигувала за ним. Команда дізнається, що вони їли в ресторані і бере їжу на перевірку. Форман вважає, що саме прийняття їжі могло спричинити погіршення стану здоров'я. Команда перевіряє пацієнтку на булімію.
Після перевірки команда розуміє, що версія з булімією не підтверджується, а у Джодан виникає кровотеча навколо серця. Хаус, Вілсон і Кадді їдуть на конференцію, проте через складну ситуацію у лікарні, команда зв'язується з Хаусом по телефону. Він каже, що у неї або інфекція, або вплив токсинів. Невдовзі у дівчини виникає кровотеча у мозку. Пацієнтка втрачає здатність правильно мислити і починає брехати, не усвідомлюючи цього. На конференції Хаус розуміє, що Вілсон хоче виступити перед лікарям з темою під назвою "Евтаназія". Він розуміє, що така промова може згубити кар'єру його друга і вводить йому препарат, який "відключає" Вілсона на деякий час. Хаус, під ім'ям іншого лікаря, читає промову Вілсона і тим самим рятує його кар'єру. Також Хаус дізнається, що Кадді весь цей час зустрічалась з Лукасом. Чейз і Кемерон вирішують за допомогою камер, що стежили за будівлею, в якій проходила вечірка, дізнатися куди ходила Джодан. Вони бачать, що дівчина знайшла записник письменника, за яким вона стежила, і вирішила повернути річ власнику. Кемерон думає, що чоловік міг зґвалтувати дівчину, але оскільки вона не має доказів, команда вирішує почати лікування від передозування регіпнолом.
Лікування не допомагає, а у Джордан виникає кровотеча у районі нирок. Команді потрібно знати, що було з дівчиною тієї ночі. Кемерон пропонує дати їй препарат, з яким вона зможе мислити чіткіше і сказати правду. Джордан каже, що письменник дав їй наркотичну пігулку, а потім у них виникли сексуальні стосунки. Дивлячись на комп'ютер Форман розуміє, що у неї підвищений преорбітальний тиск, а це значить, що вона знову набрехала. Команда вирішує лікувати пацієнтку від рикетсій, оскільки письменник подорожує з собакою. Хаус розуміє, що у дівчини морський вібріон, який передався їй через вживання устриць. Погіршення стану викликало численні переливання крові. Команда починає лікування і пацієнтка одужує. Чейз зізнається Кемерон, що вбив Дібалу.